# Интерпретативная теория перевода
Интерпретативная теория перевода (ИТП) — одна из концепций в области переводоведения. Она была создана в 1970-х французским переводоведом и бывшим директором Парижской Высшей Школы Перевода Даницей Селескович. Селескович работала устным переводчиком и оспаривала господствующее в то время мнение, что перевод — не более чем языковая деятельность, при которой один язык лишь перекодируется в другой. Она описывала перевод как трехчастный процесс: переход от одного языка к смыслу и от смысла к другому языку. Селескович ввела название «интерпретативная теория перевода» и, ещё до того, как переводоведение стало самостоятельной дисциплиной, включила процесс перевода в обширную область когнитивных исследований. Для того чтобы подтвердить полученные на практике наблюдения, Селескович принялась за написание докторской диссертации. Вскоре в Высшей школе переводчиков к ней присоединилась группа заинтересованных в исследовании устных переводчиков.

## Основные принципы
Согласно ИТП, процесс перевода делится на три этапа: понимание, девербализация и перевыражение. При этом, среди данных этапов огромное значение приобретает процесс девербализации. Изначально ИТП была разработана на основе эмпирической практики и наблюдения за процессом перевода. Устный перевод поддается детальному изучению когнитивного процесса перевода лучше чем письменный. Устная речь исчезает, её звуки быстро пропадают, но остается смысл. Формулировки переводчиков на другом языке ясно демонстрируют, что смысл это последствие понимания, которое состоит из двух элементов: контекстных значений языка и когнитивных дополнений. Таким образом разработка ИТП началась с изучения устного перевода, при котором пристальное внимание уделялось пониманию. Однако, вскоре практикующие переводчики и переводоведы признали справедливость данной теории в отношении письменного перевода и расширили область исследования до изучения прагматических, технических, а также художественных текстов.
ИТП находит объяснение процессу понимания, основываясь на принципах ассимиляции и аккомодации по Пиаже, согласно которому, чтобы понять мы интегрируем новую информацию в предыдущее знание и это знание подстраивается к новой ситуации. Понимание означает добавление экстралингвистических знаний языковым знакам. При этом, новая информация постоянно обогащает экстралингвистические знания. Позже этот факт был отмечен при исследовании процесса понимания в психологии и философии языка. ИТП признает тот факт, что смысл не содержится в любом языке или тексте как данное, но возникает благодаря сигналам, которые подает язык письменного текста или устная речь в совокупности с когнитивным вкладом потенциального читателя или слушателя. Позже различные ученые подтвердили эту точку зрения. 
Так как проявление смысла зависит от когнитивного вклада отдельных читателей, слушателей или переводчиков, оно в некоторой степени индивидуально. Его глубина будет зависеть от знаний, восприятия мира и идеологии каждой отдельной личности. Однако, зачастую смысл, который понимает каждый из участников коммуникации, совпадает, что позволяет ей состояться. В процессе письменного перевода (то же самое верно и для устного) переводчики, действуя в качестве посредников между авторами, которые хотят общаться с читателями, желающими понять авторов, работают в вышеназванной области совпадения. Читатели перевода привносят свой собственный когнитивный вклад в переведенный текст. Интерпретация переводчика позволяет им понять текст либо поверхностно, либо глубоко, так же как и читателям оригинала. Как и читатели оригинала, переводчики могут дать тексту собственные интерпретации, но эти интерпретации наслаиваются на смысл и их нельзя с ним путать.
Полисемия, двусмысленность, так часто упоминаемая в переводоведении, появляется в устной и письменной речи, только если она использована автором сознательно. ИТП настаивает, что, хотя большинство слов в языковых системах являются полисемичными, они теряют полисемию в конкретном контексте. Это также истинно для двусмысленности в дискурсе, так как читатели привносят в текст необходимые релевантные экстралингвистические знания. Из всех различных возможных значений слова, только одно становится очевидным при использовании в тексте. В то же время любая двусмысленность исключается, когда соответствующие знания соединяются с контекстными значениями слов, что выражается в ситуативном смысле. Это утверждение также было подтверждено различными исследователями.
ИТП добавляет один дополнительный элемент (девербализацию) к пониманию и перевыражению (двум этапам перевода, которые чаще всего описываются исследователями): Большинство звуков или графических знаков исчезают как только приходит понимание. Мы все испытываем девербализацию в ежедневном общении: мы можем держать в уме факты, понятия, события, переданные словами, но мы не сохраняем эти слова в памяти. ИТП обнаружила доказательство этому постулату в нейропсихологии, согласно которой язык и мысли находятся в разных областях мозга. Предвосхищение смысла, которое часто имеет место при устном общении и устном переводе, — это ещё одно доказательство того, что в контексте и в ситуации полная словесная поддержка не всегда необходима для понимания.
Ясно заметную в устном переводе девербализацию тяжелее наблюдать в письменном переводе, так как оригинальный текст не исчезает, в отличие от звуков в устной речи. Графические знаки остаются на странице и требуют прямых соответствий в другом языке. Девербализация — это естественная черта устной коммуникации, поэтому письменным переводчикам необходимо прилагать дополнительные усилия для её достижения. Однако, когда графические знаки погружаются в контекст, переводчики интерпретируют их непосредственно в смысл. Этот смысл остается в виде знания, в то время как знаки исчезают. Это позволяет переводчикам открыть в языке перевода способы выражения, у которых мало или вообще нет общего со знаками языка оригинала.
В отношении этапа перевыражения в предыдущих исследованиях перевода было сделано строгое разграничение между буквальным и свободным переводом, или буквализмом и воссозданием. Тем не менее исследование ИТП в области корпусной лингвистики показало, что перевод - это всегда комбинация слов-соответствий и смысловых эквивалентов. Первоначально Селескович отмечала существование в устном переводе (позже также продемонстрированное для письменного перевода) двух переводческих стратегий: перевод с тщательно контролируемыми соответствиями нескольких языковых элементов между двумя языками, а также создание в контексте эквивалентов между речевыми или текстовыми сегментами. Из-за различий языков полностью буквальный перевод невозможен. Тем не менее соответствия часто необходимы и тот факт, что соответствия и эквиваленты сосуществуют во всех продуктах перевода вне зависимости от типа речи, может рассматриваться как универсальный закон переводческого поведения.
Принимая во внимание «неопределенность языка», ИТП ссылается на «синекдохическую природу» языка и речи (часть для целого). Точные формулировки редко имеют смысл, если они не дополнены имплицитной частью, которая сознательно остается невысказанной авторами или говорящими, но понимается читателями и слушателями. Эксплицитный слой текстов представляет собой серию синекдох. Отдельно взятая языковая формулировка не раскрывает полный смысл, она только указывает на целое. Так как языки отличаются не только в лексике и грамматике, но также в способах выражения мыслей их носителями, в любых двух языках сочетание эксплицитных и имплицитных частей не одинаково, хотя они могут обозначать одно и то же целое. 
Тот факт, что язык недоопределен — это ещё один элемент в поддержку девербализации. Это дает устным или письменным переводчикам значительную степень свободы и творчества в перевыражении подразумеваемых авторами и говорящими значений.
Следовательно, ИТП это не просто абстрактная концепция. Она уходит корнями в практику. Практика обогащает теорию, которая в свою очередь просвещает профессиональных устных и письменных переводчиков. Таким образом они осознают, что и зачем делают. Объясняя процесс устного и письменного перевода простыми словами, ИТП предназначена для практикующих переводчиков, а также особенно подходит для обучения. 
С момента создания ИТП является основой обучения в Высшей Парижской школы перевода, подготовившей множество устных и письменных переводчиков. Они продолжают применять принципы теории в повседневной работе. ИТП также привлекает аспирантов по всему миру, чьи исследования демонстрируют её состоятельность для всех языковых пар и всех типов текстов.
Главная цель ИТП — изучение перевода, но при этом она проливает свет на работы по языку и коммуникации. Как комплексная модель перевода ИТП освещает различные этапы процесса перевода, включая ожидания и потребности читателей. Ряд других моделей изучают процесс с определённых углов и добавляют некоторые детали к теории. Однако никакая из них не доказывает несостоятельность ИТП, которая со временем расширилась до художественных и поэтических произведений, а также до сурдоперевода и открыта для дальнейшего развития.